# Polymeerfysica
De polymeerfysica is het natuurkundig vakgebied dat de materiaaleigenschappen van polymeren onderzoekt. Ook de snelheid waarmee de chemische aaneenrijging (polymerisatie) van monomeren tot polymeren, en andersom de ontleding van polymeren in monomeren plaatsvindt  (depolymerisatie), wordt onderzocht.